# Kanton Roubaix-Ouest
Der Kanton Roubaix-Ouest war von 1867 bis 2015 ein französischer Wahlkreis im Arrondissement Lille, im Département Nord und in der Region Nord-Pas-de-Calais. Sein Hauptort war Roubaix.

## Gemeinden
Der Kanton bestand aus zwei Gemeinden und einem Teil der Stadt Roubaix.
| Gemeinde  | Einwohner | Code postal | Code Insee |
| --------- | --------- | ----------- | ---------- |
| Croix     | 20.638    | 59170       | 59163      |
| Roubaix   | 96.984    | 59100       | 59512      |
| Wasquehal | 18.541    | 59290       | 59646      |